# 石桥乡 (丹棱县)
石桥乡，是中华人民共和国四川省眉山市丹棱县曾经下辖的一个乡。2019年12月，撤销石桥乡，将其所属行政区域划归齐乐镇管辖。

## 行政区划
石桥乡撤销前下辖以下地区：
麻柳村、黄山村、袁山村和界牌村。